# Мереску
Мереску (рум. Mărăscu) — село у повіті Бакеу в Румунії. Входить до складу комуни Хорджешть.
Село розташоване на відстані 234 км на північ від Бухареста, 21 км на південний схід від Бакеу, 89 км на південний захід від Ясс, 132 км на північний захід від Галаца, 143 км на північний схід від Брашова.

## Населення
За даними перепису населення 2002 року у селі проживали 22 особи, усі — румуни. Усі жителі села рідною мовою назвали румунську.